# Обобщённый алгебраический тип данных
Обобщённый алгебраический тип да́нных (англ. generalized algebraic data type, GADT) — один из видов алгебраических типов данных, который характеризуется тем, что его конструкторы могут возвращать значения не своего типа, связанного с ним. Сконструированы под влиянием работ об индуктивных семействах в среде исследователей зависимых типов.
Такие типы реализованы в нескольких языках программирования, в частности в языках OCaml (начиная с версии 4), Idris, Agda и Haskell, причём в последнем оно не входит в стандарт языка, а реализовано только в одном из расширений компилятора GHC. Язык Haskell имитирует индуктивное семейство (англ. inductive family), представляя их типами, индексированными другими типами.
Применяются в обобщённом программировании, моделировании абстрактного синтаксиса высшего порядка (англ. higher-order abstract syntax) языков программирования и моделировании объектов, сохранении инвариантов структур данных, выражении ограничений во встроенных предметно-ориентированных языках.

## История
Ранняя версия обобщённых алгебраических типов данных была описана Леннартом Аугустсоном и Кентом Петерсоном в 1994 году и основывалась на сопоставлении с образцом в системе доказательства теорем ALF.
В современной форме GADT были введены в 2003 году независимо Чейни (Cheney) и Хинце (Hinze) и до этого Си (Xi), Ченом (Chen) и Ченом (Chen) как расширения алгебраических типов данных ML и Haskell. Введённые обобщённые типы оказались эквивалентны друг другу и похожи на индуктивные семейства типов данных (или индуктивные типы данных), используемые в Coq в исчислении конструкций.
В 2006 году разработаны расширенные алгебраические типы данных, сочетающие обобщённые алгебраические типы данных с экзистенциальными типами данных и ограничениями класса типов, введёнными Перри (Perry), Ляуфером (Läufer) и Одерски в середине 1990-х годов.
Вывод типов при отсутствии деклараций типов, заданных программистом, является алгоритмически неразрешимой задачей, а функции, определённые на обобщённых АТД, в общем случае могут не принимать основные типы (англ. principal type).
Реконструкция типа требует при проектировании нескольких компромиссов и является по состоянию на 2011 год темой исследований.

## Пример на Haskell
В следующем примере определяется обобщённый тип Type, в котором представлены несколько типов:
```
data
 
Type
 
::
 
*
 
->
 
*
 
where

    
Char
 
::
 
Type
 
Char

    
Int
 
::
 
Type
 
Int

    
List
 
::
 
Type
 
a
 
->
 
Type
 
[
a
]

```

Для этого типа можно составить ad-hoc-полиморфную функцию суммирования:
```
sum
 
::
 
Type
 
a
 
->
 
a
 
->
 
Int

sum
 
Char
 
_
 
=
 
0

sum
 
Int
 
n
 
=
 
n

sum
 
(
List
 
a
)
 
xs
 
=
 
foldr
 
(
+
)
 
0
 
(
map
 
(
sum
 
a
)
 
xs
)

```

Которую можно применять для типов, поддерживаемых Type, например, для типа [Int]:
```
sum
 
(
List
 
Int
)
 
[
1
,
 
2
,
 
4
]

```